# Abdij van Aywiers

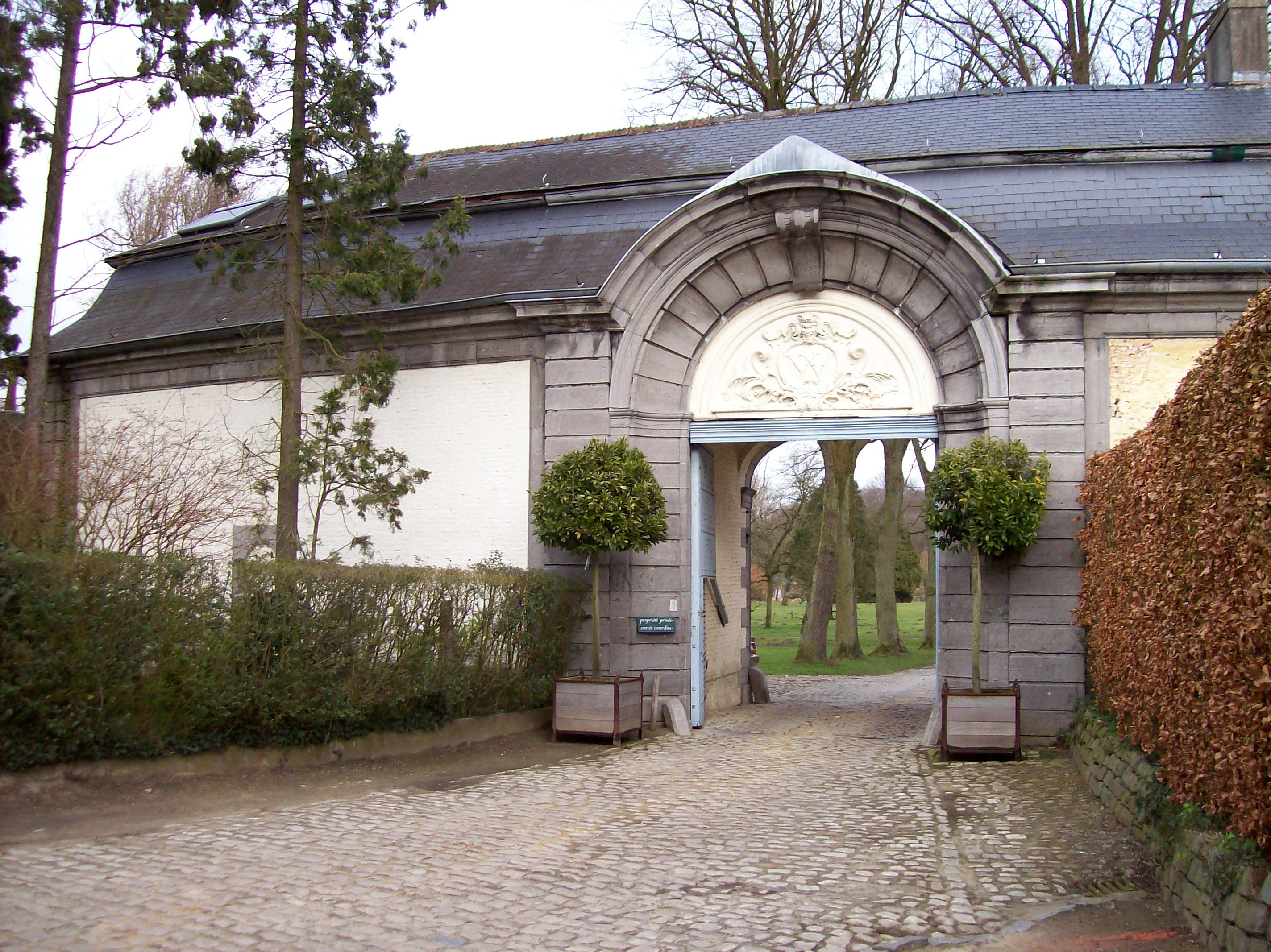
Porte Sainte-Lutgarde

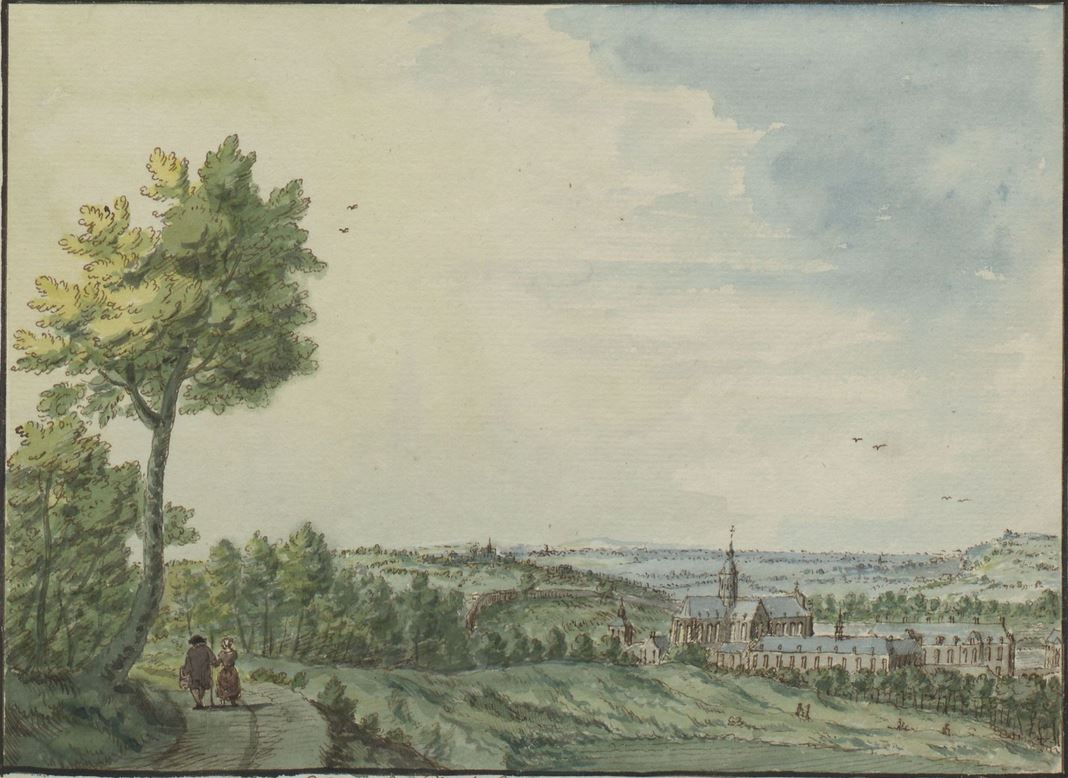
Gezicht op de abdij door Hendrik van Wel

De Abdij van Aywiers (soms ook Aywières) is een voormalige abdij van vrouwelijke cisterciënzers in Couture-Saint-Germain, een deelgemeente van Lasne.

## Historiek
Oorspronkelijk werd deze abdij, de oudste Brabantse, omstreeks 1195 gesticht in de nabijheid van Hollogne-aux-Pierres in het prinsbisdom Luik. Een schenking in 1215 van de burggraaf van Brussel deed de kloosterlingen besluiten om te verhuizen naar Couture-Saint-Germain.
Van de voormalige abdij resten enkel nog de kloostermuren en bijgebouwen, waaronder de boerderij, stallen en de almoezenierswoning. In de muur zijn drie poorten gebouwd, met de namen porte Saint-Benoît, porte Sainte-Lutgarde en porte de Grâce. De almoezenierswoning werd traditioneel bewoond door een monnik van de abdij van Aulne en werd in de 19e eeuw omgebouwd naar een kasteeltje door de aanbouw van twee paviljoenen en een toren. De preekstoel bevindt zich in de Sint-Jozefskerk te Waterloo.